# 懐君
懐君（かいくん、? - 前253年）は、衛の第43代君主。嗣君の子。

## 生涯
嗣君の子として生まれる。
嗣君42年（前283年）、嗣君が薨去したため、その子が立って衛君（以降は懐君と表記）となった。
懐君31年（前253年）、懐君は魏に参朝すると、魏に捕らえられ、殺されてしまう。魏は新たに懐君の弟を立てて衛君（元君）とした。

## 参考資料
- 司馬遷『史記』（六国年表、衛康叔世家第七）